# Công nghệ goal-line

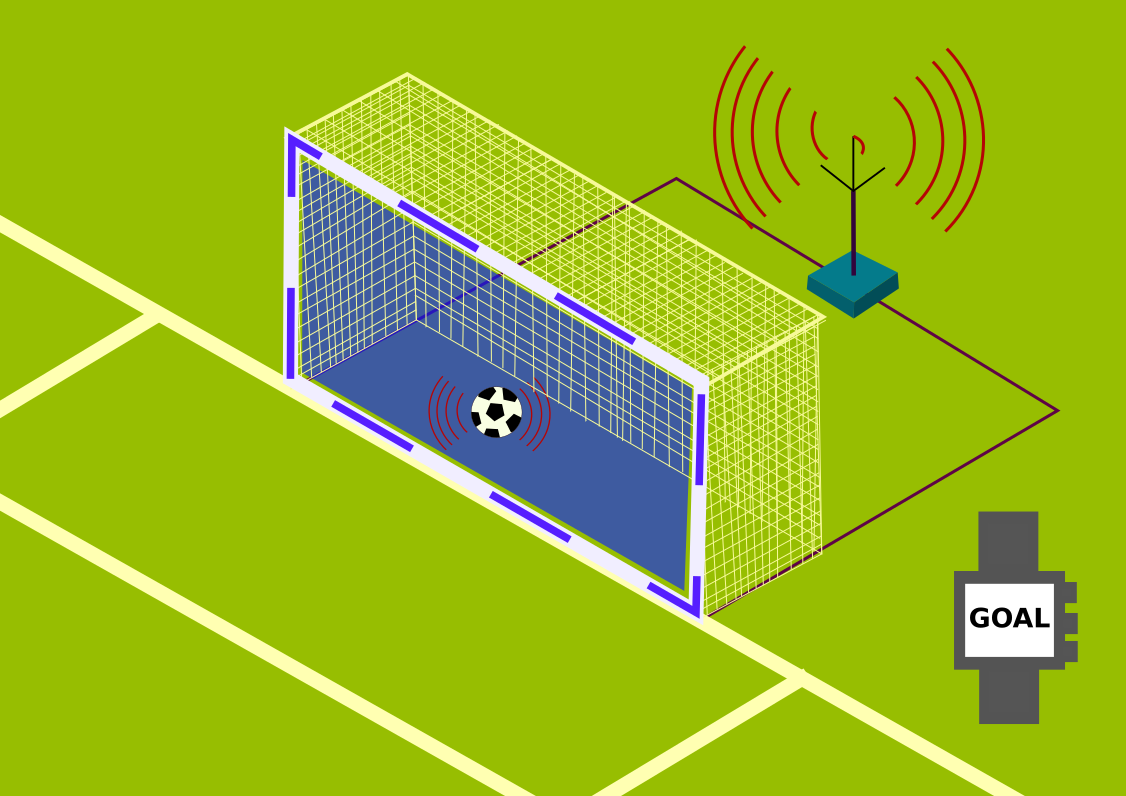
Sơ đồ một hệ thống goal-line. Trong hệ thống này, vị trí của quả bóng được xác định nhờ vào các cảm biến gắn trên quả bóng và trên khung thành. Một số hệ thống khác sử dụng camera để xác định bàn thắng.

Trong bóng đá, công nghệ goal-line (tiếng Anh: goal-line technology - GLT) là việc sử dụng các công nghệ hỗ trợ để xác định xem liệu một bàn thắng đã được ghi hay chưa. Cụ thể hơn, đó là một phương pháp để xác định bóng hoàn toàn vượt qua vạch vôi, bên trong vùng giữa cột dọc và xà ngang khung thành với sự trợ giúp của các thiết bị điện tử, đồng thời trợ giúp trọng tài trong việc công nhận bàn thắng. Công nghệ goal-line không thể quyết định thay các trọng tài, nhưng sẽ trợ giúp họ trong việc ra quyết định. GLT phải cho kết quả là bóng đã, hoặc chưa đi qua vạch vôi, và thông tin này sẽ được gửi đến cho trọng tài để anh (chị) ta đưa ra quyết định.
So sánh với các công nghệ tương tự được dùng trong các môn thể thao khác, công nghệ goal-line chỉ mới được áp dụng gần đây trong bóng đá, tuy nhiên hiệu quả của nó đã được các hiệp hội bóng đá nhanh chóng để ý tới. Tháng 7 năm 2012, Hội đồng Liên đoàn bóng đá quốc tế (International Football Association Board - IFAB) đã chính thức cho phép sử dụng công nghệ goal-line trong Luật bóng đá (nhưng không bắt buộc). Do chi phí đắt đỏ nên goal-line chỉ được sử dụng trong các giải đấu lớn. Hiện tại, công nghệ này mới chỉ được áp dụng tại các giải vô địch quốc gia hàng đầu châu Âu, và các giải đấu quốc tế lớn như World Cup (cả nam và nữ) từ năm 2014.

## Sử dụng

### Giải quốc nội
- Premier League
- Serie A
- Bundesliga
- Ligue 1
- EFL Championship

### Giải quốc tế
- FIFA World Cup (Từ mùa giải năm 2014)
- FIFA Confederations Cup 2013
- FIFA Confederations Cup 2017
- FIFA Club World Cup (Từ mùa giải năm 2019)
- FIFA Women's World Cup (Từ mùa giải năm 2015)
- UEFA Euro (Từ mùa giải năm 2016)
- Copa América Centenario 2016
- UEFA Champions League (Từ trận chung kết mùa giải 2015 - 2016)
- UEFA Europa League (Từ trận chung kết mùa giải 2015 - 2016)

Tính đến tháng 3 năm 2019, đã có 174 sân vận động được FIFA cấp phép sử dụng GLT.